# Stazione di Wil
La stazione di Wil è la principale stazione ferroviaria a servizio dell'omonima città svizzera. È gestita dalle Ferrovie Federali Svizzere, è situata sulla ferrovia San Gallo-Winterthur ed è capolinea delle linee per Ebnat-Kappel e per Kreuzlingen e della linea a scartamento ridotto per Frauenfeld.

## Storia
La stazione fu attivata il 14 ottobre 1855.

## Strutture e impianti
La stazione dispone di 8 binari dotati di marciapiede per il servizio viaggiatori, dei quali i binari numerati da 1 a 6 sono serviti da due banchine laterali e due banchine ad isola, mentre i binari numerati 11 e 12, situati nel piazzale antistante alla stazione (Bahnhofplatz), sono utilizzati dai treni sulla ferrovia Frauenfeld-Wil.
È dotata di un moderno fabbricato viaggiatori a 3 piani.

## Movimento
La stazione è servita dai treni InterCity 1 e 13 a cadenza semioraria tra Zurigo Centrale e San Gallo e a cadenza oraria per Ginevra Aeroporto e per Coira, dai treni a cadenza semioraria sulla relazione Brugg AG - Winterthur (linee S12 e S35 della rete celere di Zurigo), dai treni a cadenza semioraria per Sciaffusa (linea S1 della rete celere di San Gallo), per Wattwil (linea S9 della rete celere di Zurigo), per Weinfelden e Romanshorn (linea S10 della rete celere di Zurigo) e per Frauenfeld (linea S15 della rete celere di Zurigo).